# Genetta poensis
Espèce
Statut de conservation UICN

 DD  : Données insuffisantes
Genetta poensis est une espèce africaine de mammifères carnivores de la famille des Viverridés. Elle est — ou était — distribuée en République du Congo, Guinée équatoriale, Liberia, Ghana et Côte d'Ivoire. Comme elle n'a pas été observée depuis 1946, elle est inscrite sur la Liste rouge de l'UICN dans la catégorie « Données insuffisantes » (DD). Elle ne vit probablement que dans les forêts tropicales humides.

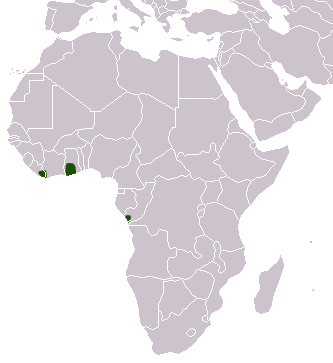
Carte de répartition.